# Pirottaea veneta
Pirottaea veneta är en svampart som beskrevs av Sacc. & Speg. 1878. Pirottaea veneta ingår i släktet Pirottaea, ordningen disksvampar, klassen Leotiomycetes, divisionen sporsäcksvampar och riket svampar.   Inga underarter finns listade i Catalogue of Life.